# Кистень, Александр Анатольевич
Александр Анатольевич Кистень (17 января 1957, Минск, Белорусская ССР, СССР — 2 апреля 2004, Минск, Белоруссия) — советский и белорусский футболист, полузащитник и тренер. Мастер спорта СССР (1991). Один из основных игроков команды «Динамо» (Минск) в 1985—1987 гг., участник финала Кубка СССР по футболу 1987 года.

## Карьера
Профессиональная карьера Александра Кистеня в «большом футболе» началась в 1979 году, когда он из резерва минского «Динамо» пришёл в «Динамо» (Брест), выступавший во второй лиге чемпионата СССР.
С 1984 по 1988 гг. играл в основном составе команды «Динамо» (Минск) высшей лиги СССР.
В 1989 году Александр Кистень вместе со своим одноклубником Юрием Труханом переходит в футбольный клуб «Заря» (Ворошиловград).
В составе команды «Металлург» (Молодечно) в 1991 году стал победителем Кубка Миллионов — всесоюзного турнира среди коллективов физической культуры, а также участником первого матча первого чемпионата Республики Беларусь по футболу против минского «Динамо» в 1992 году.
В последние годы своей жизни Александр Кистень был занят тренерской работой. В 2000 году в статусе главного тренера команды «Симург» (Минск) стал чемпионом Беларуси и обладателем Кубка Беларуси по мини-футболу.